# Crisis diplomática entre Estados Unidos y México (2017-2020)
La crisis diplomática entre Estados Unidos y México de 2017 fue un estancamiento diplomático que enfrentó a ambas naciones norteamericanas por los roces entre sus gobernantes. 
En campaña, Donald Trump prometió construir un muro a lo largo de la frontera sur de los Estados Unidos y reiteró que México pagaría por su construcción a través del aumento de las tarifas de cruce de frontera y los aranceles del TLCAN. Trump analiza con México que se renegociara el Tratado de Libre Comercio de América del Norte porque lo considera «muy poco beneficioso para su país» y además ampliaría el muro fronterizo ya existente entre los dos países; el presidente mexicano Enrique Peña Nieto se manifestó en contra de todos los proyectos de Estados Unidos. Posteriormente, Trump y Peña Nieto cancelaron una reunión que tenían entre ellos en Washington D. C.

## Causas

### Antecedentes
El concepto de construir un muro para mantener a los inmigrantes ilegales procedentes de México y Centroamérica fuera de los Estados Unidos no es nuevo; en 670 millas (alrededor de un tercio de la frontera sur de EU) se erigió un muro bajo la Ley de Cerca Segura de 2006, a un costo de 2.4 mil millones de dólares. Trump dijo más adelante que su muro sería «un verdadero muro, no un muro de juguete como el anterior». En su libro de 2015, Trump cita la barrera israelí de Cisjordania como ejemplo acertado de un muro de la frontera. Trump a veces sugirió construir un muro a través de la frontera de casi 2000 millas y en otras ocasiones indicó una colocación más «selectiva».  Después de una reunión con el presidente mexicano Enrique Peña Nieto el 31 de agosto de 2016, Trump dijo que no estaba a discusión el tema de que México pagaría el muro que pretendía quería construir, el muro había constituido una pieza central de su campaña presidencial. Peña Nieto contradijo al candidato más tarde ese día, diciendo que al inicio de la reunión "dejó claro que México no pagaría por el muro". Más tarde ese día, Trump reiteró su posición de que México pagará el muro "impenetrable" en la frontera sur.
John Cassidy, del New Yorker, escribió que Trump es «el último representante de una tradición estadounidense antiinmigrante y nativista que se remonta al menos a los Know Nothings» de los años 1840 y 1850. Trump dice que «fueron los inmigrantes legales los que hicieron grande a América», que los latinos que han trabajado para él han sido «personas increíbles», y que quiere un muro entre los Estados Unidos y México para tener una «gran, hermosa puerta» para que las personas vayan legalmente y se sientan bienvenidas en los Estados Unidos.
Según los expertos y los analistas, el costo real para construir un muro a lo largo de las 1300 millas restantes de la frontera podría ser tan alto como 16 millones de dólares por milla, con un costo total de hasta 25 mil millones de dólares. El mantenimiento del costo del muro podría llegar a 750 millones de dólares al año, y si los agentes de la Patrulla Fronteriza patrullaran el muro, habría que gastar fondos adicionales. Los terrenos accidentados y remotos en muchas partes de la frontera, como los desiertos y las montañas, harían costosa la construcción y el mantenimiento de un muro, y tal terreno puede ser un impedimento mayor para que se mantenga en pie el muro. Los expertos también señalan que en las áreas protegidas federalmente y las reservas de los nativos americanos, el Departamento de Seguridad Nacional puede tener autoridad de construcción limitada, y un muro podría causar daño al medio ambiente.
Los críticos del plan de Trump se preguntan si un muro sería efectivo para detener los cruces no autorizados, teniendo en cuenta que los muros son de uso limitado a menos que sean patrulladas por agentes e intercepten a aquellos que se suben o hacen túneles debajo de la pared. Los expertos también señalan que aproximadamente la mitad de los inmigrantes ilegales en los Estados Unidos no entraron subrepticiamente, sino que «entraron a través de puntos de cruce oficiales, ya fuera por visas de exceso de tiempo, usando documentos fraudulentos o pasando de contrabando la frontera».

### Comercio con México
Trump ha prometido imponer aranceles del 15 % al 35 % a las empresas que trasladen sus operaciones a los Estados Unidos Mexicanos. Ha criticado específicamente a la automotriz Ford, General Motors y Mondelez. Las tarifas a ese nivel serían mucho más altas que las normas internacionales que indican un 2,67 por ciento para los Estados Unidos de América y la mayoría de las otras economías avanzadas y menos del 10 % para la mayoría de los países en desarrollo. En agosto de 2015, en respuesta al anuncio del fabricante Mondelez de trasladar una manufactura a México, Trump dijo que boicotearía a Mondelez.
Según los expertos económicos encuestados por PolitiFact, los aranceles podrían ayudar a crear nuevos empleos en la industria manufacturera y dar lugar a algunas concesiones de los socios comerciales extranjeros de Estados Unidos, pero los costos de consumo y de producción casi seguramente subirían, el mercado bursátil caería, las tasas de interés y las guerras comerciales podrían ocurrir. PolitiFact señaló que los consumidores de bajos ingresos en los Estados Unidos serían los más perjudicados.

### TLCAN
En una entrevista con 60 minutes en septiembre de 2015, Trump condenó el Tratado de Libre Comercio de América del Norte (TLCAN), diciendo que si fuera elegido presidente, «lo renegociaría o lo rompería». Expertos en comercio han dicho que el retiro de Estados Unidos del TLCAN como Trump propuso tendría una serie de consecuencias no deseadas para los Estados Unidos, incluyendo la reducción del acceso a los mayores mercados de exportación de los Estados Unidos, la reducción del crecimiento económico y el aumento de los precios de la gasolina y verduras. El verificador de hechos del Washington Post señaló además que una revisión del Servicio de Investigación del Congreso de la literatura académica sobre el TLC llegó a la conclusión de que el «efecto neto total del TLCAN sobre la economía estadounidense parece haber sido relativamente modesto, principalmente porque el comercio con Canadá y México es parte de un pequeño porcentaje del PIB estadounidense».

## 2017
El 25 de enero de 2017, el presidente Donald Trump firmó un decreto que autorizó la construcción de un muro en la frontera con México, para frenar el flujo de la inmigración ilegal. El mandatario estadounidense insistió en que dicha construcción sería financiada por México. Por su parte, el presidente mexicano Enrique Peña Nieto rechazó esa afirmación y aseguró en varias ocasiones que "México no pagará ningún muro". Por esta razón Trump solicitó al mandatario mexicano que cancelara su viaje a EE. UU.
El presidente de México, Enrique Peña Nieto, y su homólogo estadounidense, Donald Trump, mantuvieron el 27 de enero de 2017 una conversación telefónica de una hora, en la que se trató, entre otros asuntos, la polémica construcción del muro fronterizo entre ambos países, según un comunicado de prensa publicado por ambas presidencias.
Según reza el comunicado, la conversación fue "constructiva y productiva", y en ella se abordaron temas como el "déficit comercial" de EE. UU. Con México, el tráfico de drogas y el flujo ilegal de armas, así como la importancia de "la amistad" entre ambas naciones.
En cuanto al muro fronterizo, Peña Nieto y Trump reconocieron mantener "claras y muy públicas diferencias en este tema tan sensible", y acordaron resolverlas a través de un diálogo "integral" que considerara "todos los aspectos de la relación bilateral". Asimismo decidieron que lo más apropiado es "no hablar públicamente de este controversial tema".
El mandatario llegó a amenazar durante agosto con provocar un cierre parcial del Gobierno si el Capitolio no autoriza los fondos para construir el muro con México, diciendo que es "un país que ha perjudicado sobremanera a la industria estadounidense".
En diciembre, tras la absolución de un indocumentado mexicano acusado de asesinar a una estadounidense, Donald Trump insistió una vez más con la construcción del muro y el cierre de las "ciudades santuario".

## Pago del muro
El portavoz de Donald Trump, Sean Spicer, anunció el 26 de enero de 2017 que el presidente estadounidense espera obligar a México a pagar por la construcción del muro fronterizo que dividirá a ambos países por medio de una tasa fiscal del 20 % a las exportaciones de México hacia Estados Unidos.
Spicer aseguró en una rueda de prensa a bordo del avión Air Force One que esta tasa formaría parte de una reforma fiscal más amplia. En este sentido, comentó que el muro conllevará un ahorro para las arcas del Estado, ya que reducirá los gastos relacionados con los esfuerzos para el rastreo de inmigrantes ilegales.
Según un informe de la cámara de comercio de Estados Unidos, si una medida de este tipo entra en vigor, Washington deberá tener en cuenta que el 40 % de las importaciones que llegan de México se compone de productos de valor agregado provenientes de EE. UU.
El presidente mexicano, Enrique Peña Nieto, condenó estos actos junto con la Cámara de diputados de México.

México ofrece y exige respeto
Enrique Peña Nieto en un discurso a la nación.

México no crea muros. Lo he dicho una y otra vez: México no pagará ningún muro.
Enrique Peña Nieto

## Presidente
Trump como presidente estuvo expresando que la construcción del muro se hará «lo más pronto posible»; y que paralelamente se estaba preparando una reunión entre él y su homólogo mexicano, pero ante las constantes menciones del muro y otros temas, el presidente mexicano Enrique Peña Nieto decidió no asistir a la reunión. Trump también dio por cancelada la reunión ocasionando un clímax de incertidumbre entre ambos lados.

## Efecto "guerra del muro"
Según muchos analistas políticos de ambas naciones, "nunca en las últimas décadas las relaciones entre los Estados Unidos y México habían atravesado un momento tan crítico". El no del presidente mexicano evidencia un cambio de postura, quien pese a todo ha intentado mantener una buena relación con Trump para conseguir una renegociación favorable del TLCAN, piedra angular de los casi 500 000 millones de dólares que arroja la balanza comercial entre Estados Unidos y México, según datos oficiales. México dirige el 75 % de sus exportaciones hacia Estados Unidos, mientras que el vecino del sur es el segundo destino de las exportaciones estadounidenses (16 %), solo después de Canadá (18 %) y por delante de China.
La "guerra del muro" que mantienen ambos dirigentes por el motivo de quién pagará el muro fronterizo amenaza con distanciar a los dos países en unas negociaciones en las que Estados Unidos y México tienen intereses enfrentados: el presidente mexicano quiere lograr una renegociación favorable del TLCAN, Trump desea renegociarlo o darlo por terminado si las condiciones para EE. UU. no son favorables a los intereses de la nación y el tercer miembro. Desde que arrancó el TLCAN en 1994, el comercio bilateral entre ambos países ha aumentado un 400 %. Sin embargo Trump ha denunciado reiteradamente que Estados Unidos registra cada año un déficit comercial con México, que actualmente se sitúa en unos 60 000 millones de dólares, según datos de los primeros 11 meses de 2016.

## Fin de la crisis
En México, las elecciones federales de 2018 dieron como ganador a Andrés Manuel López Obrador, por lo tanto Enrique Peña Nieto cedió la presidencia en diciembre de ese mismo año. A partir de ahí las relaciones tuvieron un mayor acercamiento; López Obrador visitó a Donald Trump el 8 y 9 de julio de 2020, en su primer viaje internacional. En el evento, ambos se dieron sus halagos, algo que no había sucedido con Peña Nieto en sus últimos meses. Algunos columnistas, con tendencia opositora de Andrés Manuel y de Donald Trump, como Enrique Krauze, opinaron que pese a ser ideológicamente distintos, incluso lejanos, las formas de ambos los asemejan de forma que se da un mejor entendimiento. Posteriormente, el mismo López Obrador en su libro «A la mitad del camino», declaró que había un pacto de silencio respecto al muro y otros temas polémicos en la relación diplomática de ambos países.
Meses después, se dieron las elecciones presidenciales de 2020 en Estados Unidos, resultando victorioso Joe Biden; ante esto Donald Trump sale de la presidencia en enero de 2021 y por ende, la crisis entre ambos mandatarios (Peña y Trump) se dio, de facto, por terminada.
Sin embargo a partir de las elecciones presidenciales de 2024 en México, donde ganó la exjefa de Gobierno de la Ciudad de México Claudia Sheinbaum, con el discurso de cuidar y defender la soberanía del país ante las amenazas del injerencismo y de una intervención militar extranjera, las declaraciones de Trump con relación a los carteles mexicanos, el fentanilo y la imposición de aranceles del 25% a los productos mexicanos que llegan a Estados Unidos y las elecciones presidenciales de 2024 en Estados Unidos donde ganó su regreso a la presidencia, se terminaría dando secuela a la crisis diplomática que ambos países tuvieron desde 2017, con esfuerzos de buscar una cooperación y una relación estable entre ambos países.